# Anlagenpreissystem
Das Anlagenpreissystem (APS) der Deutschen Bahn AG dient der Berechnung der Entgelte für die Nutzung von örtlicher Eisenbahninfrastruktur, die zur Bildung, Bereitstellung und Nachbereitung von Zugfahrten und zur Abstellung von Fahrzeugen zur Verfügung gestellt wird. Die Entgelte entrichten die Eisenbahnverkehrsunternehmen (EVU) für die Nutzung der örtlichen Bahnanlagen der Eisenbahninfrastrukturunternehmen (EIU).
Zur örtlichen Infrastruktur gehören unter anderem:
- Gleise,
- Weichen,
- Oberleitungen
- Ladestraßen und
- Serviceeinrichtungen (periphere Anlagen), darunter zum Beispiel
  - Bodenschutzvorrichtungen
  - Elektroenergieversorgung, elektrische und Dampfzugvorheizanlagen,
  - Kühl-, Trink- und Brauchwasserversorgung, Wasserkräne
  - Druckluftversorgungsanlagen
  - Einstiegshilfen
  - Gefälleausgleichsbremsen und Rangiergeschwindigkeitssteueranlagen
  - Gleiswaagen
  - Wagenförderanlagen
  - Innenreinigungsanlagen
  - WC-Entsorgungsanlagen
  - Tankanlagen

Im Jahr 2010 entrichteten Eisenbahnverkehrsunternehmen in Deutschland rund 0,3 Milliarden Euro Entgelte für die Nutzung von Nebenanlagen.
Neben den längen- und stückbezogenen Preisen für oben genannte Anlagen werden noch leistungsabhängige Komponenten und Neben- und Verbrauchskosten im APS berücksichtigt. Bei Neu- und Erweiterungsinvestitionen in Serviceeinrichtungen auf Wunsch des Kunden können die Listenpreise anlagenspezifisch erhöht werden. Auf besonderen Kundenwunsch können Serviceeinrichtungen nach Absprache mit dem EIU auch über bestehende Öffnungszeiten hinaus genutzt werden, soweit die erforderliche Besetzung sichergestellt werden kann; die Berechnung erfolgt nach Aufwand.
Die ab Fahrplanwechsel am 14. Dezember 2008 bei der DB Netz AG geltenden Liste der Entgelte für Serviceeinrichtungen und die dazugehörenden Entgeltgrundsätze befinden sich in der Anlage 2 der „Nutzungsbedingungen für Serviceeinrichtungen der DB Netz AG 2009 (NBS)“, mit Gültigkeit ab 15. April 2008.
Für die Nutzung der Eisenbahnstrecken und durchgehenden Hauptgleise in den Bahnhöfen für Zugfahrten gilt nicht das APS, sondern das Trassenpreissystem. Für die Nutzung von Bahnsteigen und Haltepunkten gilt das Stationspreissystem.

## Ausblick
Mit Einführung des Anlagenpreissystems 2014 sollten die Entgelte nach Angaben der Deutschen Bahn um durchschnittlich 2,0 Prozent angehoben werden. Daneben sollte die Berechnungslogik von Jahres- auf Stundenentgelte umgestellt werden. Bisherige Zuschläge für die kurzfristige Nutzung von Serviceeinrichtungen sollten entfallen. Neu eingeführt werden sollte dagegen ein Entgeltnachlass von zehn Prozent für vertragliche Bindungen über eine gesamte Netzfahrplanperiode.
DB Netz plante, zum Fahrplanwechsel am 14. Dezember 2014 ein grundlegend neues Anlagenpreissystem einzuführen. Das System unterscheidet zwischen drei Funktionalitäten (Züge bilden und auflösen, Zug ab- und bereitstellen, Zug be- und entladen) und jeweils drei Produktkategorien. Daneben sind Zusatzausstattungen vorgesehen, beispielsweise Gleiswaagen und WC-Entsorgungsanlagen. Die Einführung des neuen Systems sei für DB Netz nach eigenen Angaben erlösneutral.